# گیاه‌پارچ قلمی
گیاه‌پارچ قلمی (نام علمی: Nepenthes gracilis)، یک گونه از سرده گیاه‌پارچ‌ها است.